# Roark Bradford
Roark Whitney Wickliffe Bradford (21. srpna 1896 Lauderdale County, Tennessee – 13. listopadu 1948 New Orleans, Louisiana) byl americký novinář, prozaik a humorista. Proslul parodickými přepisy Starého zákona Černošský Pán Bůh a páni Izraeliti, Starej zákon a proroci.

## Život a tvorba
Roark Bradford se narodil 21. 8. 1896 v Lauderdale County ve státě Tennessee do bělošské farmářské rodiny, kde byl osmý z jedenácti dětí. Od dětství se stýkal se členy afroamerické komunity, která pracovala na bavlníkových plantážích. Studoval na Kalifornské univerzitě a krátce předtím, než USA vstoupily do první světové války, tam obdržel titul bakaláře práv (LL.B.).
V americké armádě sloužil za války jako dělostřelecký důstojník v Panamě a poté učil na vojenské vysoké škole v Mississippi. Po odchodu z armády v roce 1920 se věnoval žurnalismu. Od roku 1924 žil v New Orleansu, kde působil jako noční redaktor ve známém neworleánském listě Times-Picayune. Ve volných chvílích sbíral a nahrával černošské a jiné lidové písně.
Od roku 1926 se zcela věnoval literatuře. Zajímal se o jazyk, hudbu a kulturu Afroameričanů. Těžil z černošského folklóru, ze svých kontaktů s černošskými hudebníky, vypravěči a kazateli.
Za povídku Child of God [Dítě boží] obdržel Cenu O. Henryho (1927). Světoznámé se staly jeho parodické přepisy událostí Starého zákona se zdánlivě naivní komikou, které napsal v černošském dialektu. V roce 1928 byla publikována próza Ol' Man Adam an' His Chillun [Praotec Adam a jeho dítka, česky vyšlo pod názvem Černošský Pán Bůh a páni Izraeliti]. O dva roky později (1930) vyšlo pokračování Ol' King David an' the Philistine Boys [Král David a mládenci filištínští, česky vyšlo pod názvem Starej zákon a proroci]. Z dalších Bradfordových knih vynikl ještě román This Side of Jordan [Na tomto břehu Jordánu] (1929) a biografická kniha John Henry (1931) o černošském dělníku, který se svým kladivem vybojoval vítězný souboj s parní vrtačkou.
Bradfordovým prózám bývá někdy přisuzována rasistická tendence a jsou označovány za pokus o zesměšnění náboženského cítění prostých amerických černochů. Lubomír Dorůžka a Josef Škvorecký v doslovu k českému vydání Bradfordovy knihy takovýto pohled na jeho dílo odmítají. Tyto prózy vycházejí ze svérázného černošského humoru. „A humor Bradfordových povídek nemá nic společného se sebeponižující komedií, k níž byli kdysi nuceni černošští minstrelové, kabaretní zpěváci, kteří si pro pobavení bílého obecenstva museli své černé obličeje ještě přibarvovat páleným korkem. Bradfordovy příběhy nejsou sice autentickým folklorním materiálem, jsou však jeho dotvořením, na něž má umělec právo, pokud se v něm nezpronevěřuje skutečné lidové tradici."
Roark Bradford zemřel 13. 11. 1948 v New Orleansu na následky nemoci, kterou se nakazil za druhé světové války během aktivní služby v Africe.

## České a slovenské překlady

### České překlady
Bradfordovy knihy Ol' Man Adam an' His Chillun a Ol' King David an' the Philistine Boys přeložil do češtiny Josef Mach. Překlad první z nich vyšel v roce 1937, druhé v roce 1947:
- BRADFORD, Roark. Černošský Pán Bůh a páni Izraeliti: Humor amerických černochů. Přeložil Josef Mach. Autorisované vydání. V Praze: Alois Srdce, 1937. 215 s. cnb000745703.
- BRADFORD, Roark. Starej zákon a proroci: humor amerických černochů. Překlad Josef Mach. 1. vyd. V Praze: Alois Srdce, 1947. 187 s. cnb000710337.

Bradford napodobuje barvitý styl černošských kazatelů; originál jeho knih je psán důsledně v černošském dialektu, což téměř vylučuje doslovný překlad. Volba některého českého nářečí by navodila ovzduší zcela rozdílné od atmosféry světa amerických černochů. Machův překlad je spíše volná parafráze, překladatel užil hovorového jazyka a amerického lokálního zabarvení dosáhl hojným užíváním moderních kolokvialismů (včetně slangových výrazů) a amerikanismů.  O úspěchu tohoto překladu u čtenářů svědčí skutečnost, že vycházel ve velkých nákladech a v roce 2012 vyšel již v 10. vydání:
- BRADFORD, Roark. Černošský Pán Bůh a páni Izraeliti; Starej zákon a proroci. 6. vydání (Starej zákon a proroci 4.), v Odeonu 1. V Praze: Odeon, 1968. 380s. 13/24-01-075-68. Náklad 120 000 výtisků.
- BRADFORD, Roark. Černošský Pán Bůh a páni Izraeliti; Starej zákon a proroci. 10. vydání. V Praze: Artur, 2012. 364 s. ISBN 978-80-87128-87-9.

Ukázku z knihy namluvil Jan Werich:
- WERICH, Jan, BRADFORD, Roark a ČELAKOVSKÝ, František Ladislav. Delikatesy: humorné úvahy z 50. a 60. let [zvukový záznam]. Praha: Supraphon, [2010], ℗2010. 1 CD audio (54:02).

### Slovenské překlady
- BRADFORD, Roark. Praotec Adam a dietky izraelské. Přeložil Eugen S. Rosian. 1. vyd. Bratislava: Práca, 1958. 383 s.